# 217510 Dewaldroode
217510 Dewaldroode este o planetă minoră (asteroid) din centura de asteroizi. A fost descoperită pe 1 octombrie 2006 la Observatorul Apache Point de Andrew C. Becker⁠(d). 
Obiectul prezintă o orbită caracterizată de o semiaxă mare de 2,4482125889021 UAi, o excentricitate de 0,15, o înclinație de 12,7 ° în raport cu ecliptica.